# 翦天聪
翦天聪（1921年7月—2007年8月），男，维吾尔族，湖南桃源人，中国汽轮机专家、政治人物，中国农工民主党中央委员会原副主席、名誉副主席，湖北省政协原副主席，第七、八届全国政协委员。翦伯赞之子。